# برادلي كولينز
برادلي كولينز (بالإنجليزية: Bradley Collins)‏ (18 فبراير 1997 ساوثهامبتون المملكة المتحدة - ) هو لاعب كرة قدم بريطاني يلعب كحارس مرمى.